# Jardin de la Compagnie des Indes
Le Jardin de la Compagnie des Indes désigne une institution des XVIe siècle et XVIe siècle, les jardins botaniques qui servaient à la Compagnie des Indes pour s'approvisionner ou pour conserver des plantes rares ou nouvelles.

## Histoire
En France les Jardins de la Compagnie des Indes étaient situés dans le port de « L'Orient », au bord de la ville bretonne de Lorient, ou à côté de Port-Louis à l'île de France (aujourd'hui île Maurice). Ce jardin faisait partie d'une vaste propriété appelée « Mon Plaisir » appartenant à Mahé de la Bourdonnais. C'est aujourd'hui le jardin botanique de Pamplemousses. Lorsque la Compagnie des Indes fut installée rue Vivienne en 1719, elle eut aussi un petit jardin sur place, dont une partie a hébergé la Bourse de Paris au XVIIIe siècle.
Dans les autres empires coloniaux, le jardin botanique le plus prestigieux est le « Jardin botanique » fondé par la Compagnie des Indes anglaises à Calcutta en mars 1768, où William Roxburgh (1759-1815), un médecin et un botaniste écossais, succède à Francis Buchanan-Hamilton (1762-1829) et fait passer le nombre d'espèces du jardin d'environ 300 à plus de 3 500.

## Référence
1. ↑  « Le Jardin de la Compagnie des Indes à L'Orient, Claude-Youenn Roussel », sur sahpl.asso.fr (consulté le 22 novembre 2023).